# Bajauana brunnia
Bajauana brunnia är en insektsart som först beskrevs av Frederick Arthur Godfrey Muir 1922.  Bajauana brunnia ingår i släktet Bajauana och familjen kilstritar. Inga underarter finns listade i Catalogue of Life.